# 阿蘇爾科查湖
11°56′20″S 76°00′14″W / 11.93889°S 76.00389°W
阿蘇爾科查湖（Lake Azulcocha），是秘魯的湖泊，位於該國中部胡寧大區，由豪哈省的坎柴略區負責管轄，屬於曼塔羅河流域的一部分，1997年該湖興建高8.5米的水壩。